# 本茨韦勒
本茨韦勒是德国莱茵兰-普法尔茨州的一个市镇。总面积3.19平方公里，总人口203人，其中男性96人，女性107人（2011年12月31日），人口密度64人/平方公里。